# الدويمة
الدويمة هو حيّ مِن أحياء المدينة المنورة الشعبيّة العريقة ، ومع افتقاره للبنيَة التحتيّة إلا أنّه يمتاز بـ موقعه الاستراتيجي والمهمّ ، إذ يقع في المنتصف بين الحرم النبوي ومسجد قباء ومسجد الجمعة.